# Тишина (фильм, 2006)
«Тишина» (англ. The Silence; другое название «Молчание») — детективный фильм Кейт Шортланд. Премьера фильма состоялась в Австралии 2 апреля 2006 года. Не рекомендуется детям до 18 лет.

## Сюжет
Полицейский детектив Ричард Трелоар временно отстранён от работы, после того как на его глазах убили молодую женщину, которая была полицейским информатором. Он устраивается на работу в музей полиции, где готовится к выставке фотографий. У него есть молодая помощница по фотографиям — Эвелин. У него есть невеста Хелен, тоже полицейский. Он вынужден пойти на сеанс к молодой женщине, психологу Джульете Мур.
На одном из фото, сделанных в 1964 году он видит запечатлённую сцену убийства двух мужчин, которое осталось нераскрытым. Он узнает, что одну из свидетельниц этого двойного убийства тоже убили в том же году. Убийство также осталось нераскрытым. Он решает заняться расследованием убийства женщины. Его психика начинает рушиться по ходу расследования. Он не знает, что его ждёт в итоге и что в конечном итоге ждёт его близких и друзей…

## В ролях
| Актёр           | Роль            |
| --------------- | --------------- |
| Ричард Роксбург | Ричард Трелоар  |
| Эсси Дэвис      | Джульет Мур     |
| Элис МакКоннелл | Хелен Уилсон    |
| Эмили Барклай   | Эвелин Хатчисон |